# 이온 (기업)
이온 주식회사(일본어: イオン株式会社, 영어: AEON CO., LTD.)는 일본 국내외 260여개 기업으로 구성된 대형 유통 그룹 이온 그룹을 총괄하는 순수 지주 회사이다. 지바현 지바시 미하마구 나카세 (마쿠하리 신도심)에 본사를 두고 있다.

## 같이 보기
- 돈 키호테 (기업)